# Aguiar da Beira
Aguiar da Beira – miejscowość w Portugalii, leżąca w dystrykcie Guarda, w regionie Centrum w podregionie Dão-Lafões. Miejscowość jest siedzibą gminy o tej samej nazwie.

## Demografia
| Liczba ludności gminy Aguiar da Beira (1801–2011) | Liczba ludności gminy Aguiar da Beira (1801–2011) | Liczba ludności gminy Aguiar da Beira (1801–2011) | Liczba ludności gminy Aguiar da Beira (1801–2011) | Liczba ludności gminy Aguiar da Beira (1801–2011) | Liczba ludności gminy Aguiar da Beira (1801–2011) | Liczba ludności gminy Aguiar da Beira (1801–2011) | Liczba ludności gminy Aguiar da Beira (1801–2011) | Liczba ludności gminy Aguiar da Beira (1801–2011) | Liczba ludności gminy Aguiar da Beira (1801–2011) |
| ------------------------------------------------- | ------------------------------------------------- | ------------------------------------------------- | ------------------------------------------------- | ------------------------------------------------- | ------------------------------------------------- | ------------------------------------------------- | ------------------------------------------------- | ------------------------------------------------- | ------------------------------------------------- |
| 1801                                              | 1849                                              | 1900                                              | 1930                                              | 1960                                              | 1981                                              | 1991                                              | 2001                                              | 2004                                              | 2011                                              |
| 3 292                                             | 6 759                                             | 8 466                                             | 8 545                                             | 10 215                                            | 7 285                                             | 6 725                                             | 6 247                                             | 6 270                                             | 5 473                                             |

## Sołectwa
Sołectwa gminy Aguiar da Beira (ludność wg stanu na 2011 r.):
- Aguiar da Beira - 1473 osoby
- Carapito - 442 osoby
- Cortiçada - 341 osób
- Coruche - 158 osób
- Dornelas - 690 osób
- Eirado - 230 osób
- Forninhos - 222 osoby
- Gradiz - 159 osób
- Pena Verde - 813 osób
- Pinheiro - 232 osoby
- Sequeiros - 262 osoby
- Souto de Aguiar da Beira - 297 osób
- Valverde - 154 osoby

## Galeria

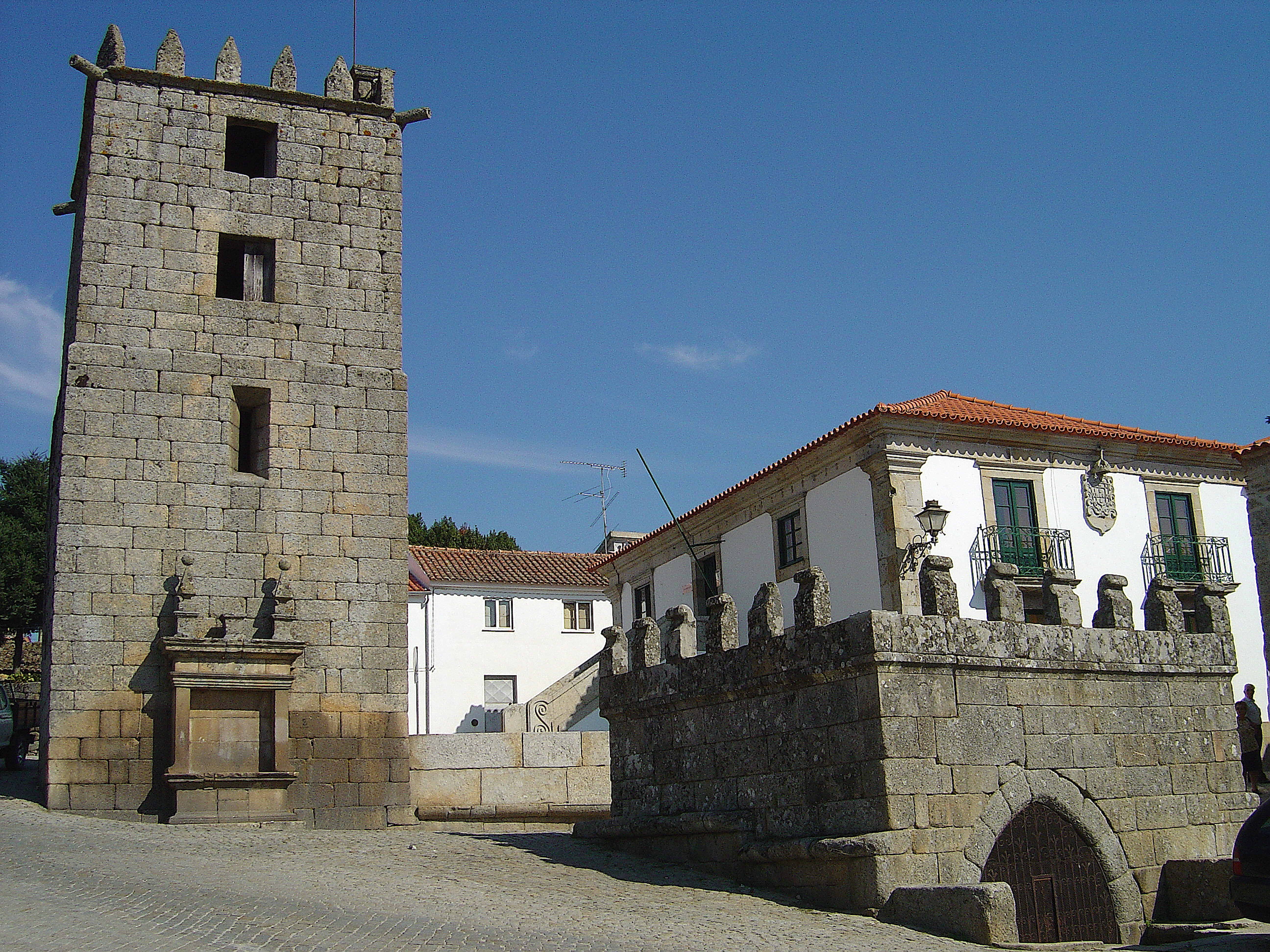
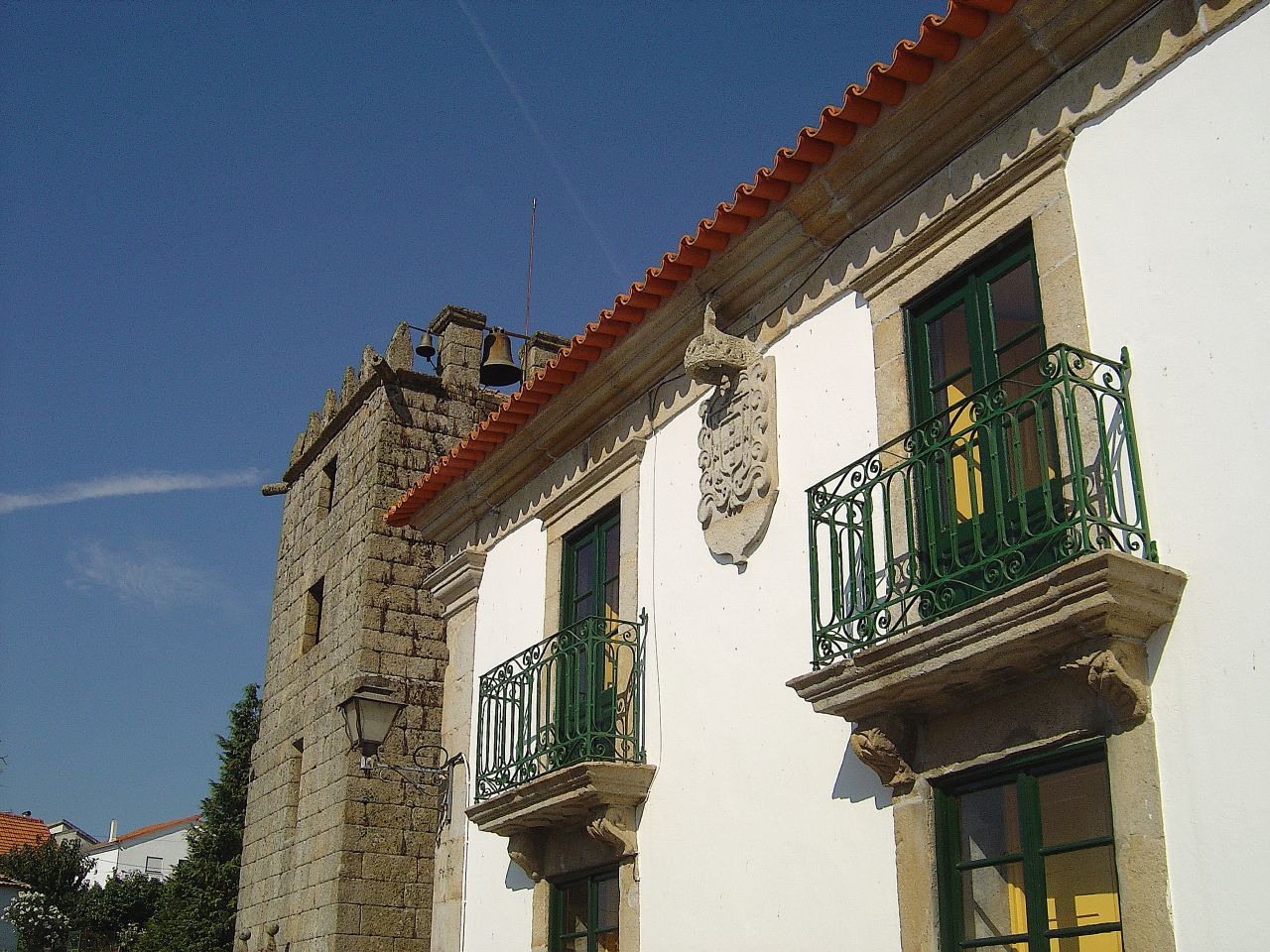
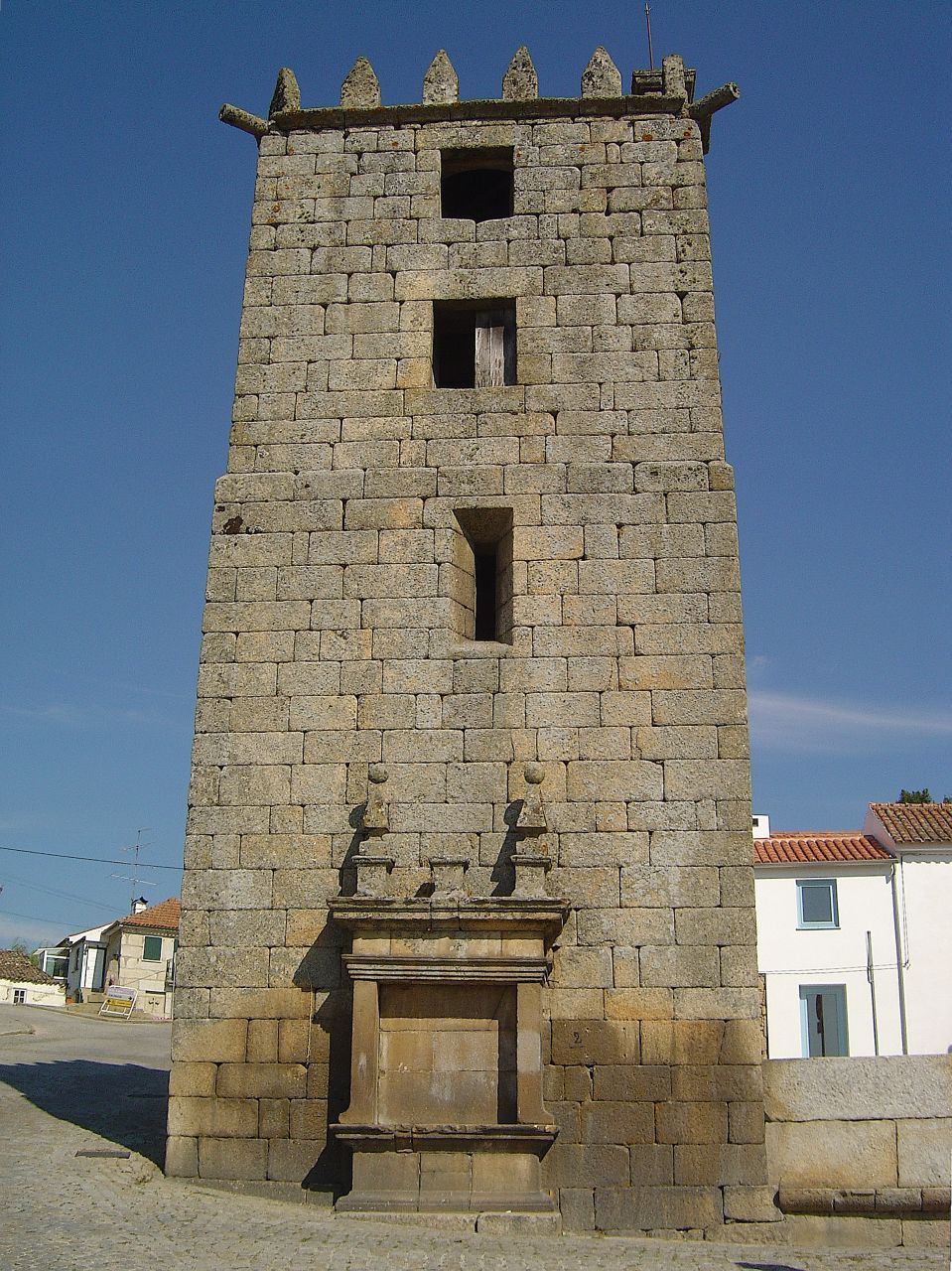
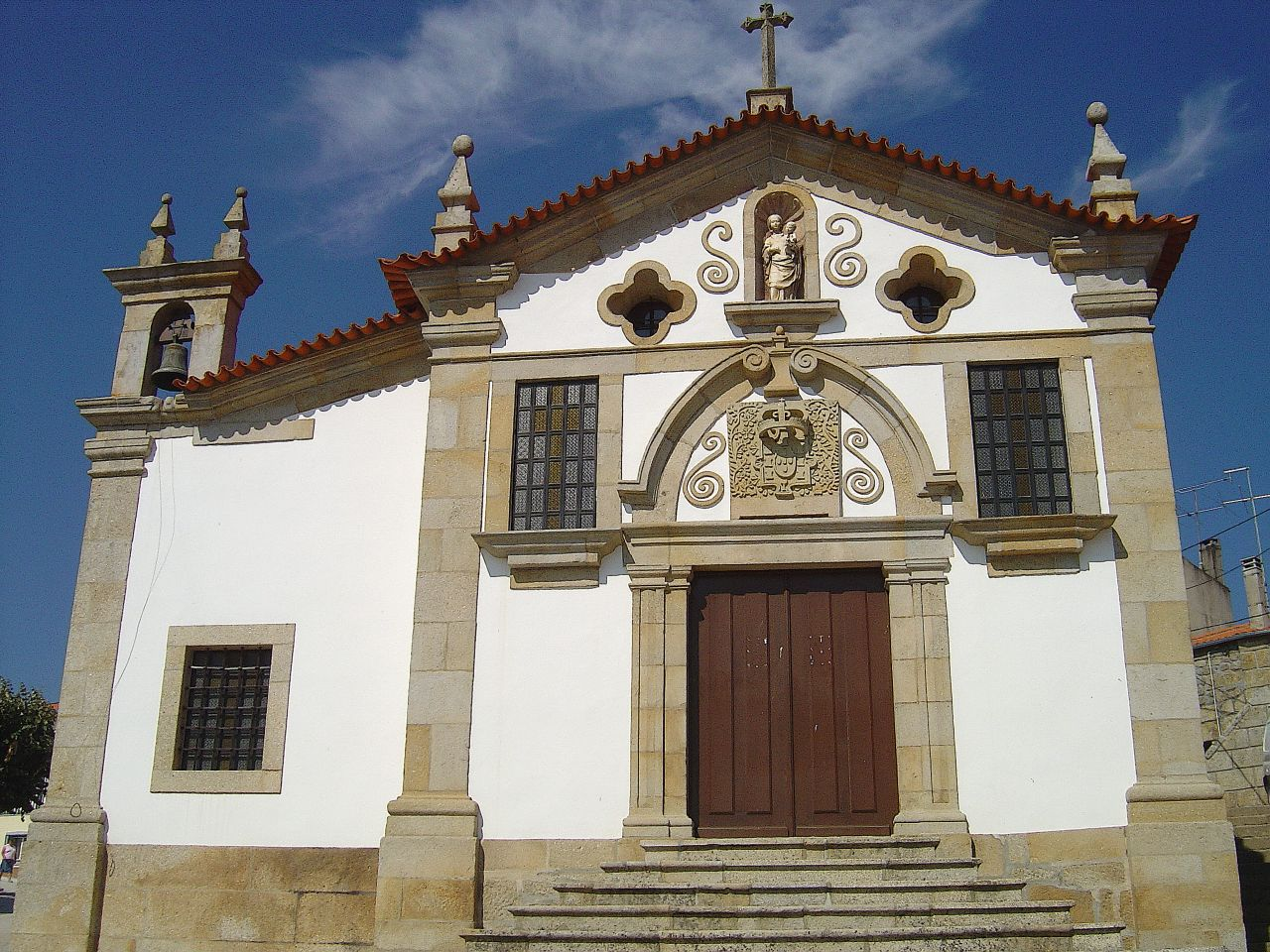
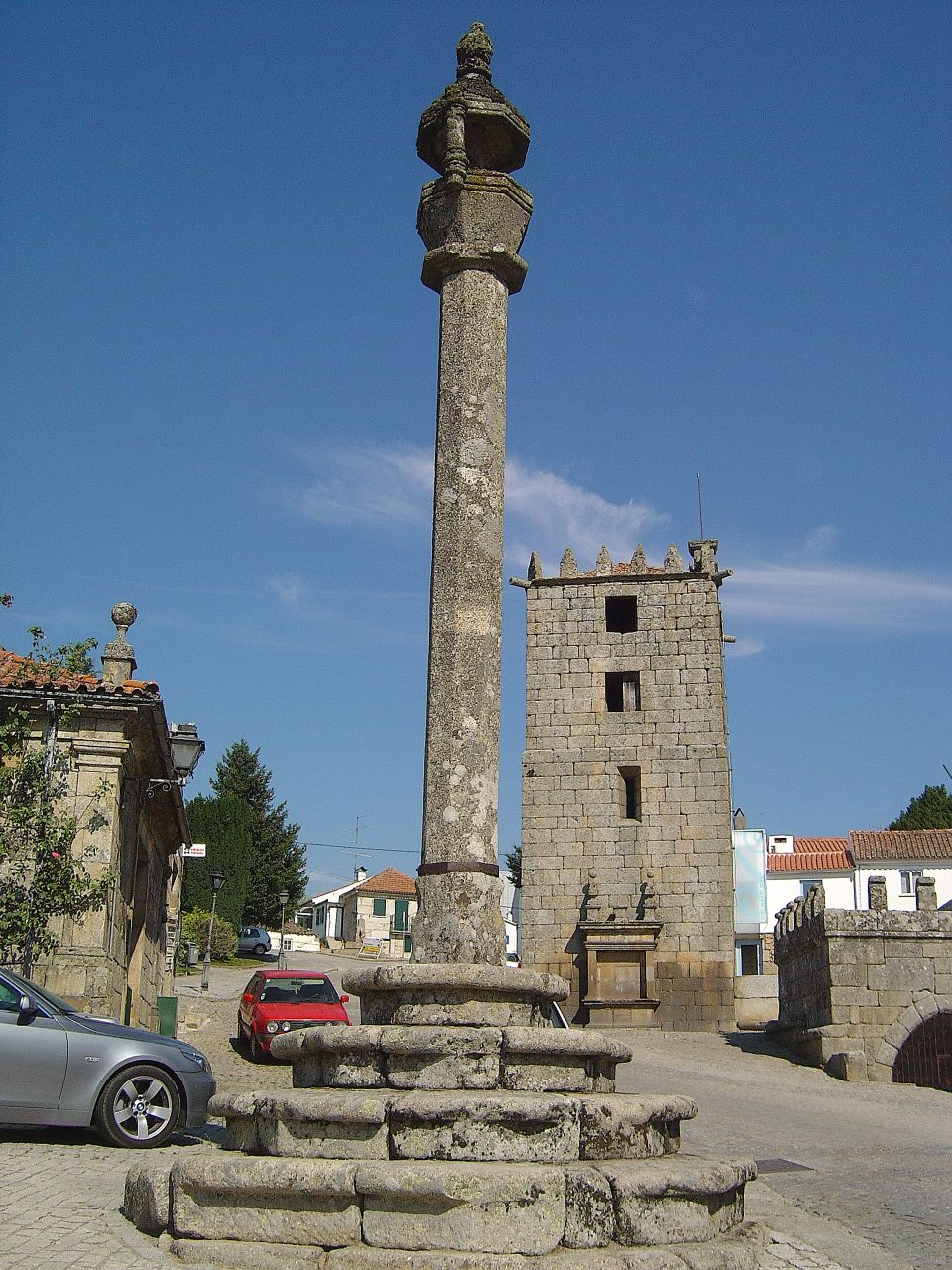